# Te doy la vida (2020)
Te Doy La Vida (no Brasil: Te Dou a Vida) é uma telenovela mexicana produzida por Lucero Suárez para a Televisa e exibida pelo Las Estrellas de 23 de março a 12 de julho de 2020, substituindo Vencer el Miedo e sendo substituída pela terceira temporada do unitário Esta Historia Me Suena.
É um remake da telenovela chilena de mesmo nome, escrita por María José Galleguillos em colaboração com Arnaldo Madrid, Hugo Morales e Rosario Valenzuela, e produzida pela AGTV Produccione para o canal MEGA em 2016.
É protagonizada por José Ron e Eva Cedeño, junto com Jorge Salinas, Danny Perea e Camila Selser nos papéis antagônicos. Acompanhados por Erika Buenfil, César Évora, Omar Fierro e Nuria Bages em papéis de suporte.

## Sinopse
Nicolás (Leonardo Herrera) é um garoto de apenas seis anos de idade que padece de leucemia, e necessita de um transplante de medula. Elena (Eva Cedeño) e Ernesto (Jorge Salinas) são um casal e pais adotivos do menino, eles recebem a notícia da doença como uma bomba, além disso, descobrem que não são compatíveis como possíveis doadores.
Diante da situação, o casal decide ir atrás do pai biológico da criança que ainda está vivo, os dois chegam até o nome de Pedro (José Ron), um simples mecânico que trabalha em uma oficina em um bairro humilde. A princípio Pedro se recusa acreditar que é pai do menino, já que a namorada que ele teve no passado e que já veio a falecer nunca revelou que tivesse ficado grávida. Ainda assim, ele ficará comovido ao conhecer o filho e se aproximará dele e da mãe adotiva de uma forma muito especial.

## Elenco
| Intérprete           | Personagem                                             | Elenco de dublagem do Brasil |
| -------------------- | ------------------------------------------------------ | ---------------------------- |
| José Ron             | Pedro Garrido Salazar                                  | Alexandre Maguolo            |
| Eva Cedeño           | Helena Villaseñor Espinoza de Ribas                    | Andrea Suhett                |
| Jorge Salinas        | Ernesto Ribas Armida / Miguel Hernández Flores         | Léo Rabelo                   |
| César Évora          | Nelson López                                           | Malta Júnior                 |
| Erika Buenfil        | Andrea Espinoza de Villaseñor                          | Marcia Coutinho              |
| Nuria Bages          | Esther Salazar de Garrido                              | Mônica Rossi                 |
| Omar Fierro          | Horácio Villaseñor Correa                              | Márcio Dondi                 |
| Luz María Aguilar    | Isabel Armida                                          | Marlene Costa                |
| Leonardo Herrera     | Nicolás Rioja Villaseñor                               | Ítalo Soares                 |
| Danny Perea          | Georgina "Gina" López Ortiz                            | Gabriela Medeiros            |
| Ricardo Margaleff    | Augusto Preciado                                       | Nando Sierpe                 |
| Ramsés Alemán        | Samuel Garrido Salazar                                 | Tarcisio Pureza              |
| Ara Saldívar         | Gabriela "Gaby" Villaseñor Espinoza                    | Ana Paula Martins            |
| Camila Selser        | Irene Villaseñor Espinoza                              | Amanda Borghetti             |
| Dayren Chávez        | Rosa García                                            | Jéssica Marina               |
| Gloria Sierra        | Mônica del Villar                                      | Jacqueline Brandão           |
| Arturo Carmona       | Comandante Eduardo Robles                              | Mauro Horta                  |
| Rocío de Santiago    | Inês                                                   | Paula Troyack                |
| Miguel Ángel Biaggio | Modesto Flores                                         | Marcos Souza                 |
| Mauricio Abularach   | Jaime "Jimmy" Saravia                                  | Bruno Urco                   |
| Octavio Ocaña        | Benito Rangel                                          | Daniel Bartholomeu           |
| José Manuel Lechuga  | Eládio Timóteo Graciano "Mano"                         | Igo Ribeiro                  |
| Óscar Bonfiglio      | Domingo Garrido                                        | Carlos Comério               |
| Hugo Macías Macotela | Mariano Robles                                         | Ricardo Rossatto             |
| Francisco Pizaña     | Carlos                                                 | ?                            |
| Santiago González    | Dr. Viega                                              | ?                            |
| Sachi Tamashiro      | Victoria "Vicky"                                       | Flavia Ressiguier            |
| Juan Verduzco        | Padre Matheus                                          | Carlos Roberto               |
| Ruth Rosas           | Madre Regina                                           | Marize Motta                 |
| Marcela Salazar      | Irmã Bernardina                                        | Lorena Lacerda               |
| Ricardo Kleinbaum    | Rafael                                                 | Rodrigo Oliveira             |
| Juan Alejandro Ávila | Jarbas                                                 | Marcelo Matos                |
| Patricia Rojas       | Mirela Santana                                         | Rita Ávila                   |
| Harding Junior       | Gonçalves                                              | ?                            |
| Álvaro Sagone        | Adolfo Novoa                                           | ?                            |
| Luis Gatica          | Ricardo Saldívar                                       | Ádel Mercadante              |
| Maribel Guardia      | Silvia                                                 | Andrea Murucci               |
| Lisset               | Patricia                                               | Priscila Amorim              |
| Luz Elena González   | Paulina Reyes                                          | Carina Eiras                 |
| Yuliana Peniche      | Carmina                                                | Patrícia Garcia              |
| Magda Karina         | Rita                                                   | Bia Barros                   |
| Mago Rodal           | Edith                                                  | ?                            |
| Luis Xavier          | Rodolfo Abreu                                          | Ricardo Vooght               |
| Rubén Enriquez       | Inspector Rueda                                        | ?                            |
| Octavio Mier         | Joaquim                                                | ?                            |
| Paola Flores         | Alma                                                   | Márcia Martins               |
| Norma Reyna          | Dona Marcela                                           | Márcia Morelli               |
| Isadora González     | Cuidadora de Nicolás                                   | Fabiana Aveiro               |
| Polly                | Advogada de Andréa                                     | Isabela Quadros              |
| Joshua Gutiérrez     | Ernesto Ribas Armida / Miguel Hernández Flores (Jovem) | Bruno Peroni                 |

## Exibição

### No México
Foi reprisada pelo canal TLNovelas entre 4 de maio a 8 de julho de 2022, às 07h50, com reprise às 17h30.
No Brasil
Foi exibida pelo SBT de 20 de setembro de 2021 a 26 de janeiro de 2022, em 93 capítulos, substituindo Amores Verdadeiros e sendo substituída por Se Nos Deixam, na faixa das 18h30. Em 12 de novembro, foi reclassificada para "não recomendado para menores de 14 anos". Até então, a novela possuía classificação de "não recomendado para menores de 10 anos". Tal mudança não irá interferir em seu horário de exibição, já que a obrigatoriedade de exibição de conteúdos de acordo com a faixa etária foi derrubada em 2016.

### Na África
Foi exibida pelo canal TLNovelas, dublada em inglês e em português, entre 3 de outubro de 2022 a 22 de janeiro de 2023, substituindo Simplesmente Maria e sendo substituída por A Dona.

### Portugal
Está sendo exibida pela RecordTV Europa desde 2 de setembro de 2024 substituindo Bicho do Mato.

## Audiência
No México
| Horário             | # Eps. | Estreia             | Estreia           | Final               | Final           | Posição | Temporada | Classificação geral |
| Horário             | # Eps. | Data                | Primeiro capítulo | Data                | Último capítulo | Posição | Temporada | Classificação geral |
| ------------------- | ------ | ------------------- | ----------------- | ------------------- | --------------- | ------- | --------- | ------------------- |
| Segunda—Sexta 18h30 | 81     | 23 de março de 2020 | 3.3               | 12 de julho de 2020 | 5.1             | #1      | 2020      | 3.61                |

No Brasil
Estreou com 7,4 pontos, se tornando a segunda melhor estreia da faixa desde 2018. O segundo capítulo consolidou 7,7 pontos. O terceiro capítulo consolidou 8,1 pontos, se tornando uma das atrações mais vistas do dia 22 de setembro de 2021 no SBT, além de ter sido a sua maior audiência em toda a sua exibição.
Em 24 de dezembro registra sua menor média com 4,3 pontos.
O último capítulo registrou 6,6 pontos. Teve média geral de 6,7 pontos, sendo um sucesso para o horário das 18h30.